# Oborniki
Oborniki (deutsch Obornik, 1941–1945 Obernick) ist eine Stadt und Sitz der gleichnamigen Stadt-und-Land-Gemeinde in Polen. Der Ort liegt im Powiat Obornicki der Woiwodschaft Großpolen etwa dreißig Kilometer nördlich von Posen an der Warthe, die hier das Flüsschen Welna von rechts aufnimmt.

## Geschichte

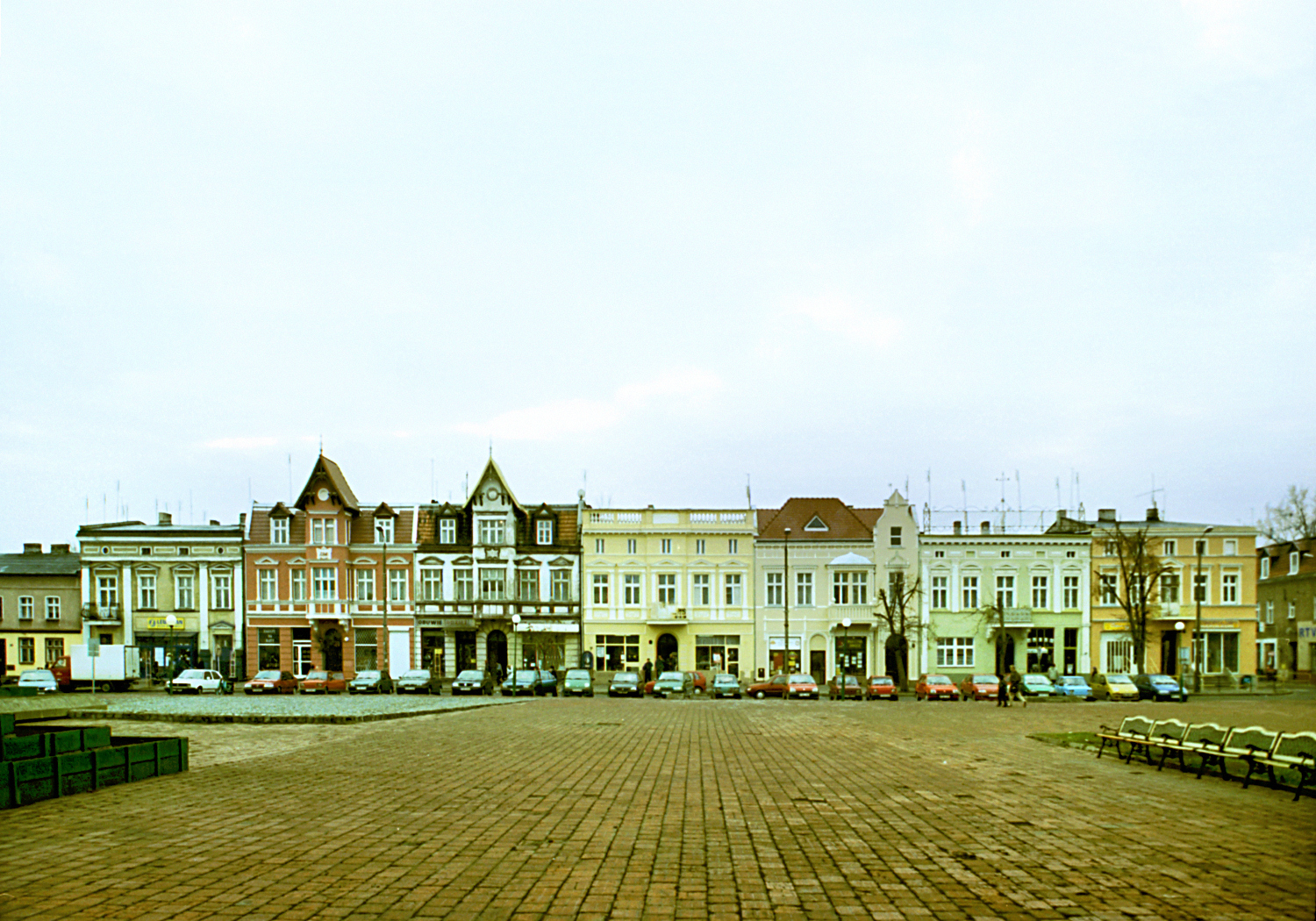
Marktplatz von Oborniki

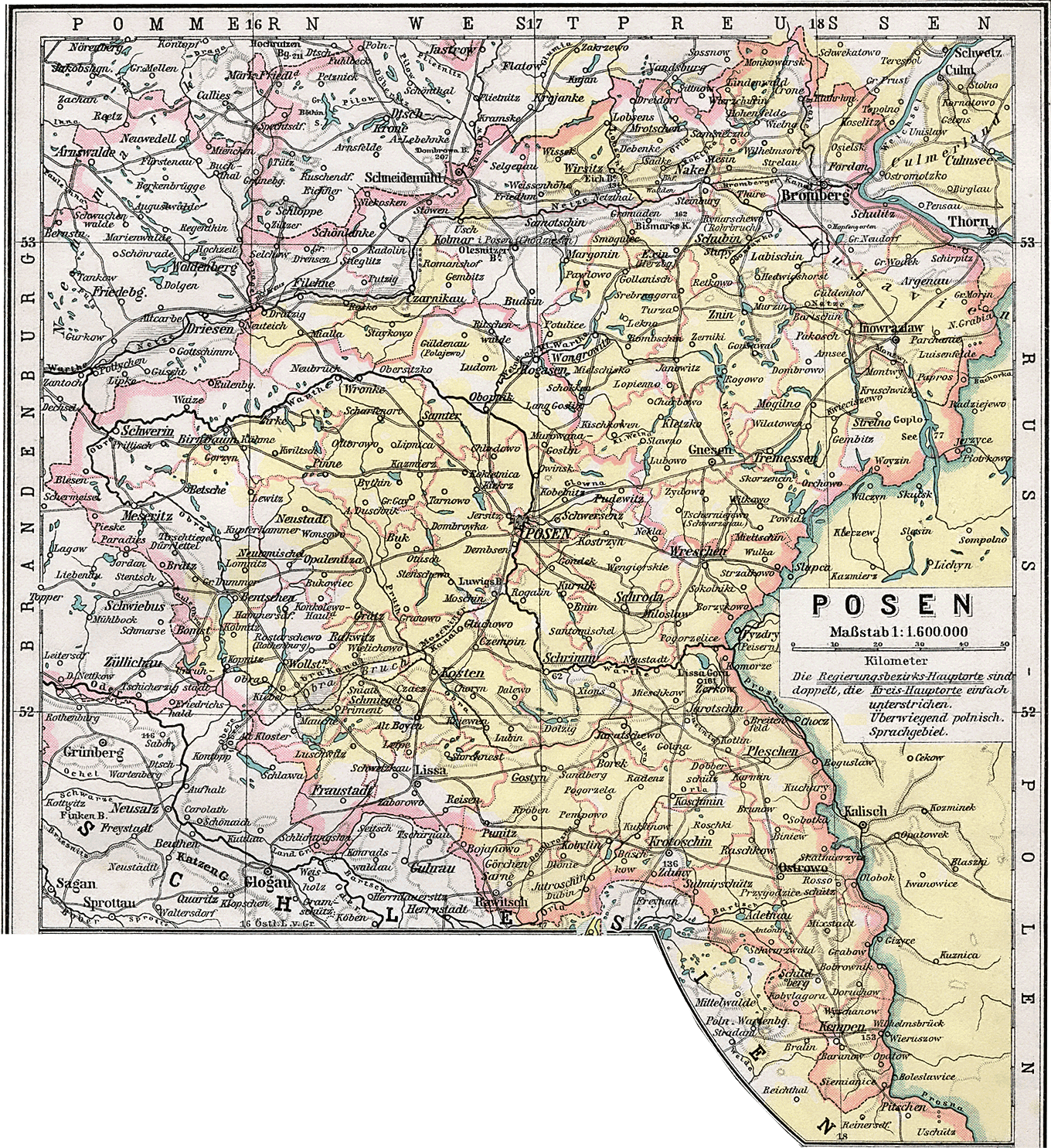
Obornik an der Warthe, nördlich der Stadt Posen, auf einer Landkarte der Provinz Posen von 1905 (gelb markierte Flächen kennzeichnen Gebiete mit seinerzeit mehrheitlich polnischsprachiger Bevölkerung).

Oborniki erhielt vor 1300 deutsches Recht und 1485 Stadtrecht. Mit der Zweiten Polnischen Teilung kam es 1793 zu Preußen, aber 1807 an das Herzogtum Warschau. 1815 wurde es mit dem Großherzogtum Posen wieder preußisch und nach dem Ersten Weltkrieg kam es an das wiedererstandene Polen. Von 1939 bis 1945 war die Gemeinde Kreissitz des Landkreises Obornik im neu gebildeten Reichsgau Wartheland.

## Verkehr
Oborniki hat einen Bahnhof und einen Haltepunkt an der Bahnstrecke Poznań–Piła, früher zweigte hier auch die Bahnstrecke Oborniki–Wronki ab. Weitere Haltepunkte befinden sich in den Ortschaften Parkowo, Rożnowo und Wargowo.

## Bauwerke
- Die katholische Kirche der Heiligen Jungfrau Maria Mariä Himmelfahrt wurde im 15.–16. Jahrhundert im Stil der Backsteingotik erbaut. Ende des 16. Jahrhunderts wurde von Norden her ein Seitenschiff angebaut, das durch ein Dach und von innen durch rundbogige Pfeilerarkaden mit dem Mittelschiff verbunden war. In den Jahren 1655, 1757 und 1814 kam es zu Bränden in der Kirche. Als Folge dieser Schäden erhielt der quadratische Turm sein heutiges Zeltdach und dessen Innenraum anstelle des ehemaligen Gewölbes seit 1815 flach gedeckt ist. In der zweiten Hälfte des 18. Jahrhunderts wurde von Süden her die Kapelle Unserer Lieben Frau vom Rosenkranz angebaut, die mit dem Mittelschiff durch eine spitze Arkade verbunden ist. 1926 wurde eine Sakristei und eine Seitenvorhalle angebaut.
- Die katholische Kirche des Heiligen Kreuzes wurde ursprünglich im 14. Jahrhundert in einer Fachwerkkonstruktion erbaut und 1766 neuerrichtet, 1883 sowie 1914 renoviert. Es handelt sich um einen einschiffigen Bau mit einem schmaleren, dreiseitigen Altarraum und einer von Norden angrenzenden Sakristei. Im Westen ein Turm mit verbretterten Wänden. Die Dächer sind mit Ziegeln gedeckt. Der Turm ist mit einer zwiebelförmigen Kuppel mit Laterne gedeckt, die mit Blech verkleidet ist. Im Inneren gibt es Decken mit Facetten, die im Kirchenschiff und im Chor ungleich hoch sind. An der Decke befindet sich eine polychrome Malerei aus den 1920er Jahren. Spätbarocke und Rokoko-Ausstattung, überwiegend aus der Bauzeit der Kirche. Im Hauptaltar befindet sich ein gotisches Kruzifix aus der Mitte des 16. Jahrhunderts, daneben eine kniende Statue der Maria Magdalena aus der zweiten Hälfte des 18. Jahrhunderts. Die Seitenaltäre sind mit spätbarocken Gemälden ausgestattet. Auf dem Lettner befindet sich eine Fundamentinschrift „Die heutige Kirche St. Krzyża wurde im Jahr unseres Herrn 1766 auf Kosten von Ł. Łoyczykowska erbaut“.
- Die seit 1945 katholische Josefkirche wurde in den Jahren 1896–1904 für die evangelische Gemeinde nach Entwurf von August Menken im neugotischen Stil errichtet.

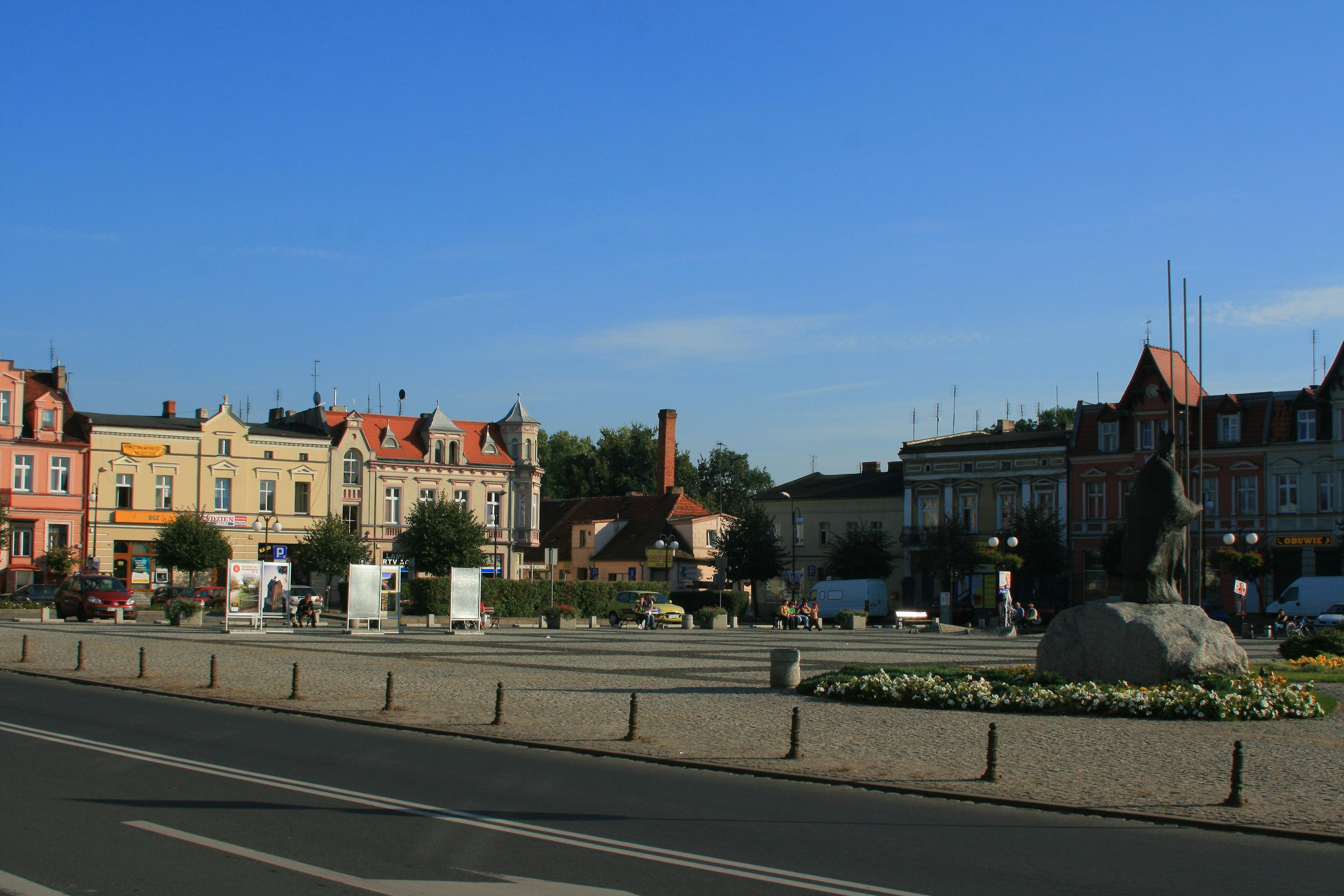
Marktplatz
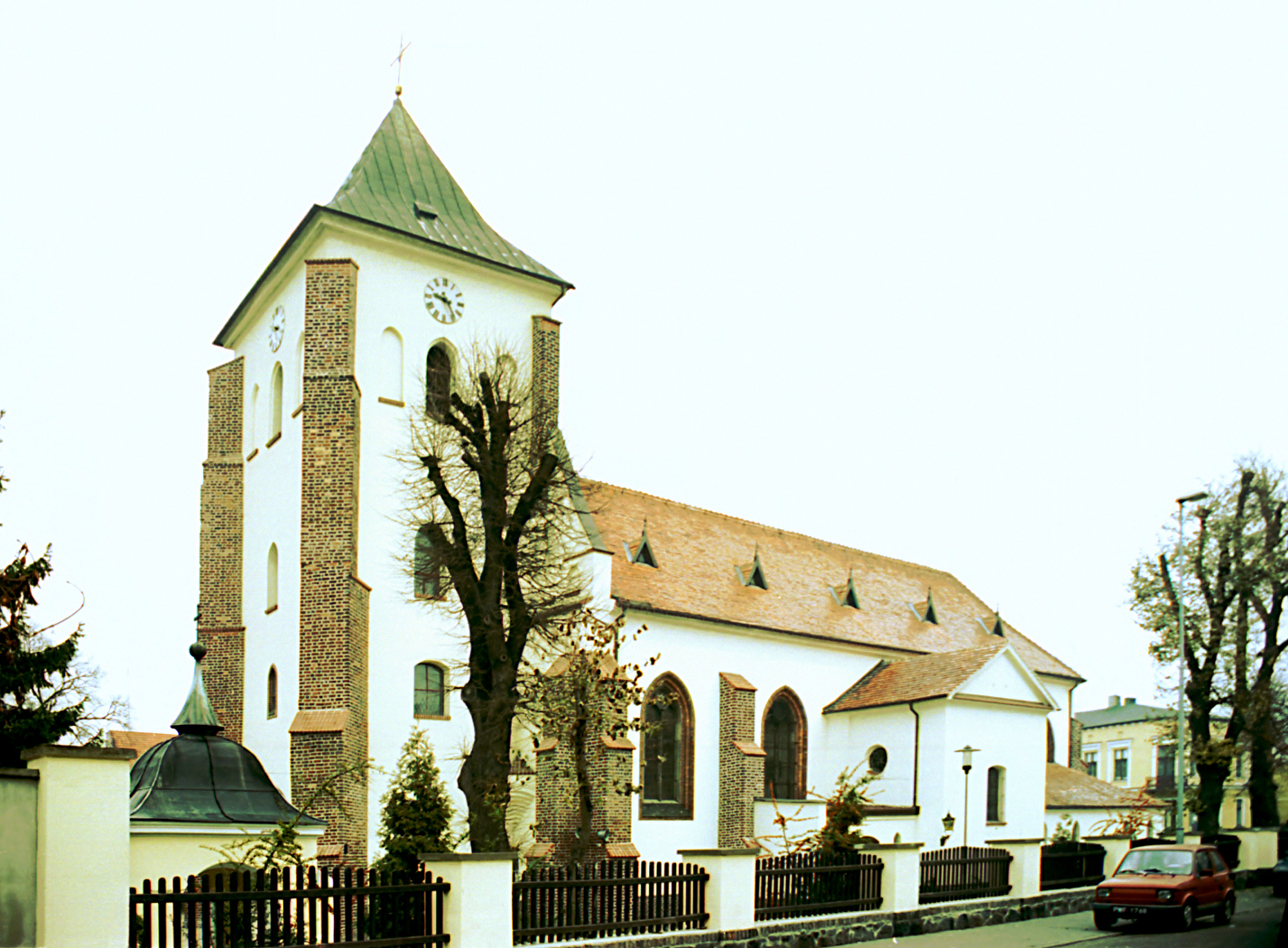
Kirche der Heiligen Jungfrau Maria Mariä Himmelfahrt
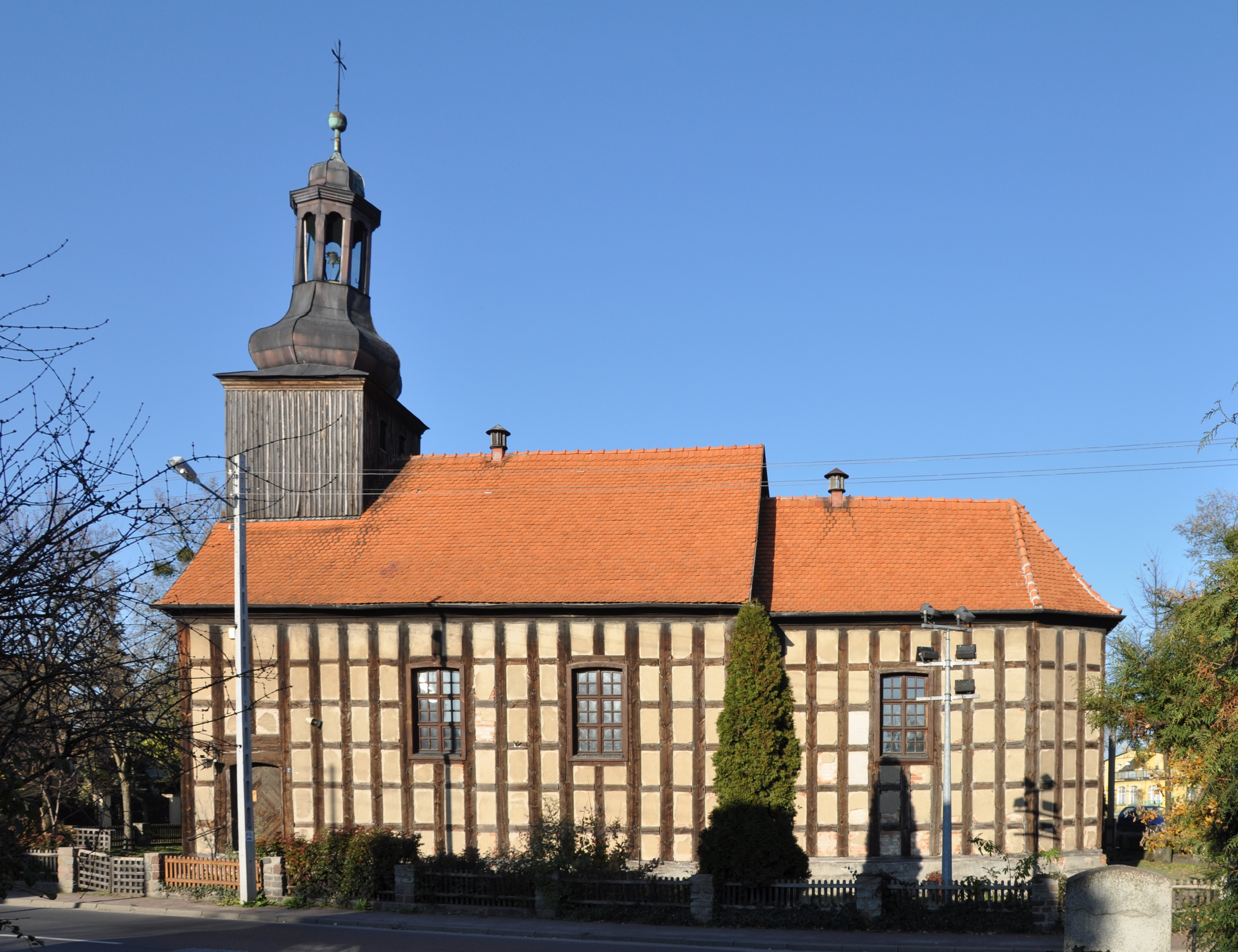
Heilig-Kreuz-Kirche
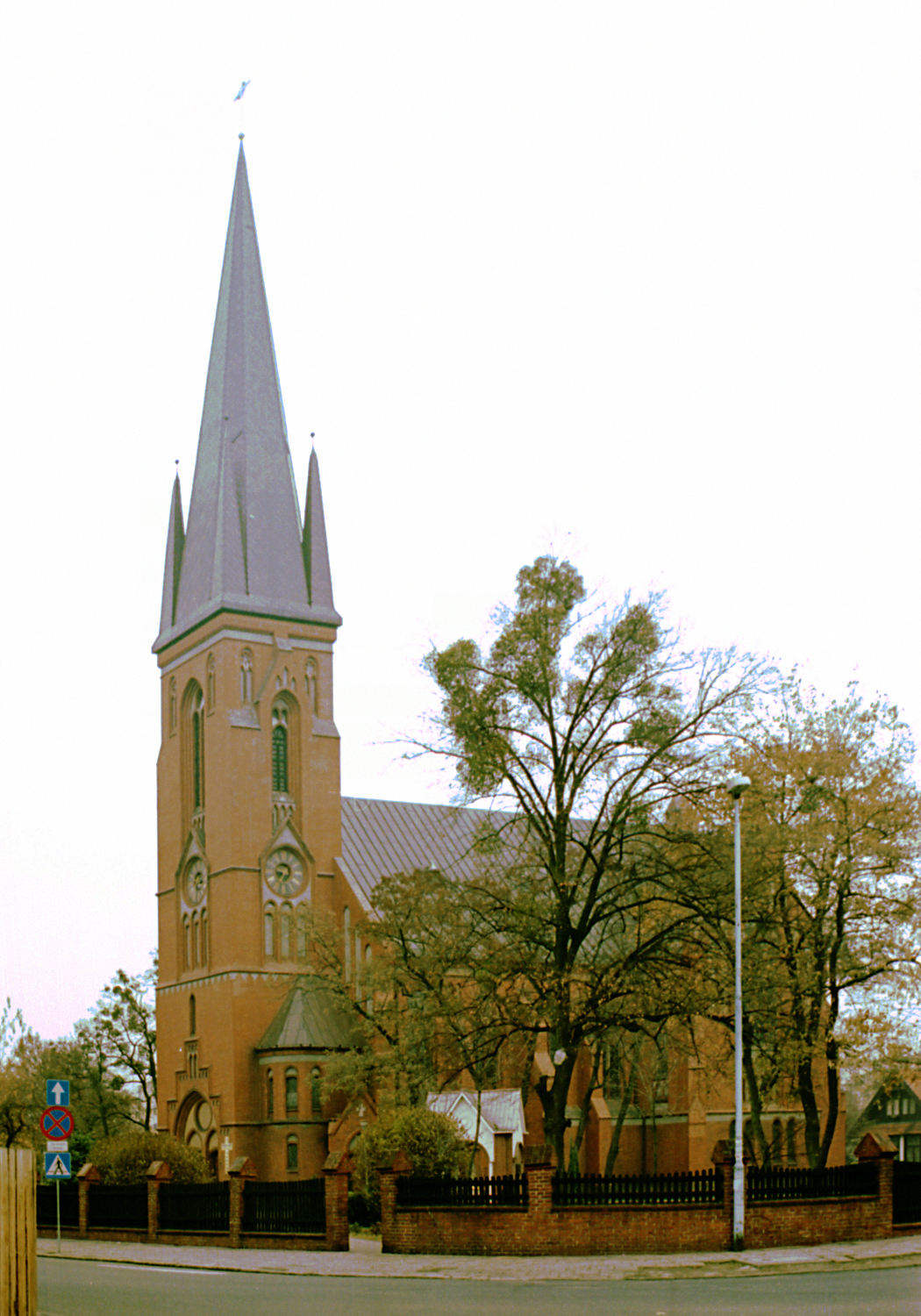
Josefkirche
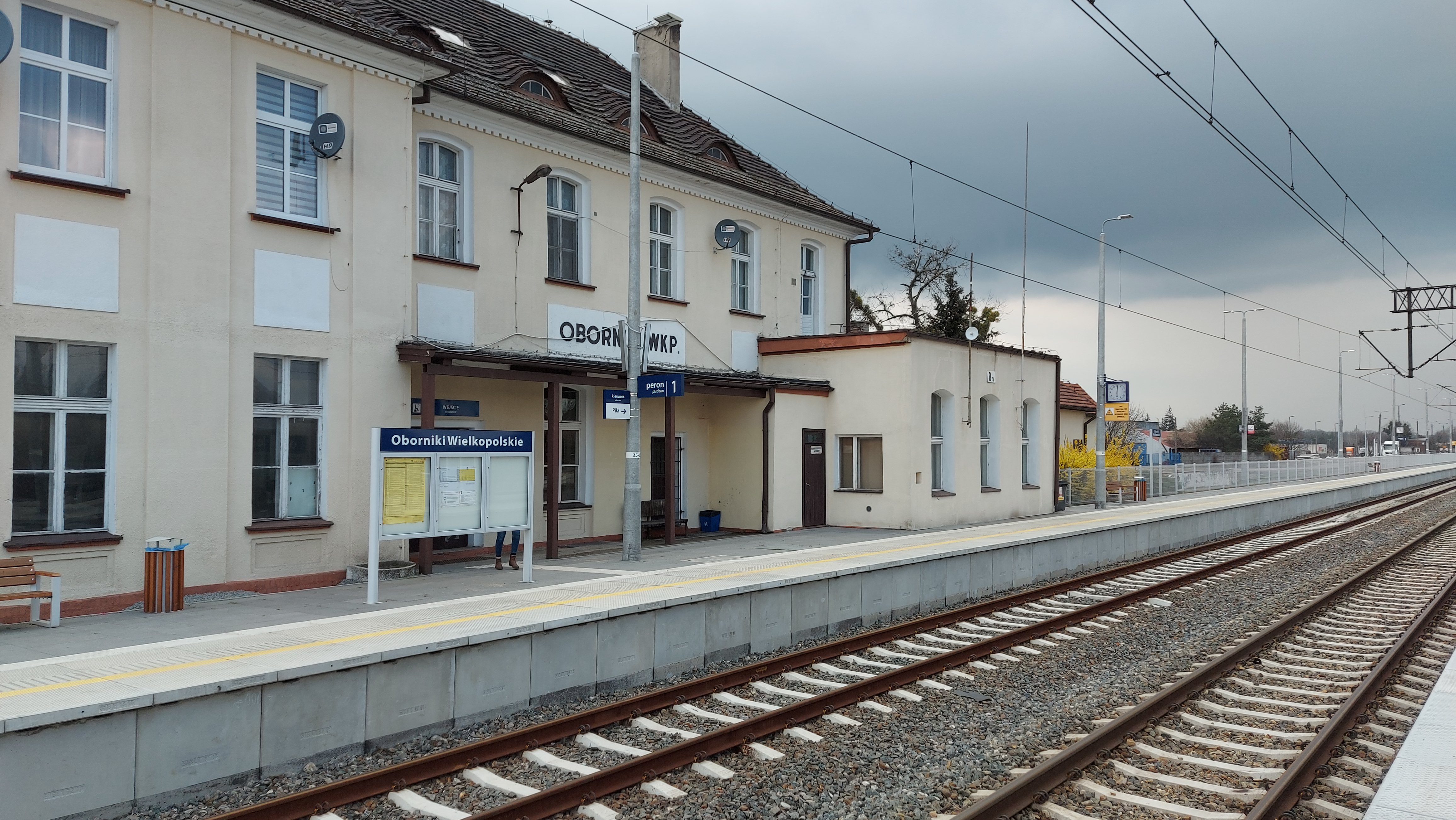
Bahnhof Oborniki

## Söhne und Töchter der Stadt
- Konrad Hahn (1863–1936), deutscher Verwaltungsbeamter, Landrat des Kreises Krotoschin
- Kurt Bialostotzky (1896–1985), deutscher Maler und Verfolgter des NS-Regimes
- Herybert Menzel (1906–1945), deutscher Dichter und Schriftsteller
- Zenon Begier (1935–2019), polnischer Diskuswerfer
- Bartosz Konitz (* 1984), niederländisch-polnischer Handballspieler